# Vila Vlasty Buriana
Vila Vlasty Buriana stojí V Dejvicích v Praze na rohu ulic Kadeřávkovská a Na Kotlářce poblíž areálu škol v Bílé.

## Historie
Vila byla původně postavena pro ministerského radu JUDr. Viléma Bejšovce, podle projektu Františka Troníčka z kanceláře Václava Nekvasila; povolení ke stavbě je z 2. května 1929, kolaudace z 12. prosince 1929.
Herci Vlastovi Burianovi patřila od roku 1937. V roce 1938 se zde začaly budovat tenisové kurty, mezi kurty a domem bazén a v domě upravena tělocvična. V roce 1940 byla ke stávajícímu pozemku připojena trojúhelníková část vedoucí přes ulici, čímž vznikla větší parcela ve svahu.
Po skončení 2. světové války byl Vlasta Burian odsouzen na několik měsíců k těžkému žaláři a pokutě půl milionu korun za údajnou kolaboraci. Vila patřila Burianově rodině do 50. let, kdy pokračovali jeho problémy s novým režimem. Již v roce 1957 fungovaly v objektu jesle a dispozice vily se musela stavebně upravovat. V roce 1958 byla vila vykoupena Finančním odborem ONV Praha 6, respektive polovina domu od Františky Burianové. Po roce 1989 vilu v restituci dostali zpět jeho potomci.Vila byla zrekonstruována jeho vnukem Vlastimilem Kristlem.

## Popis

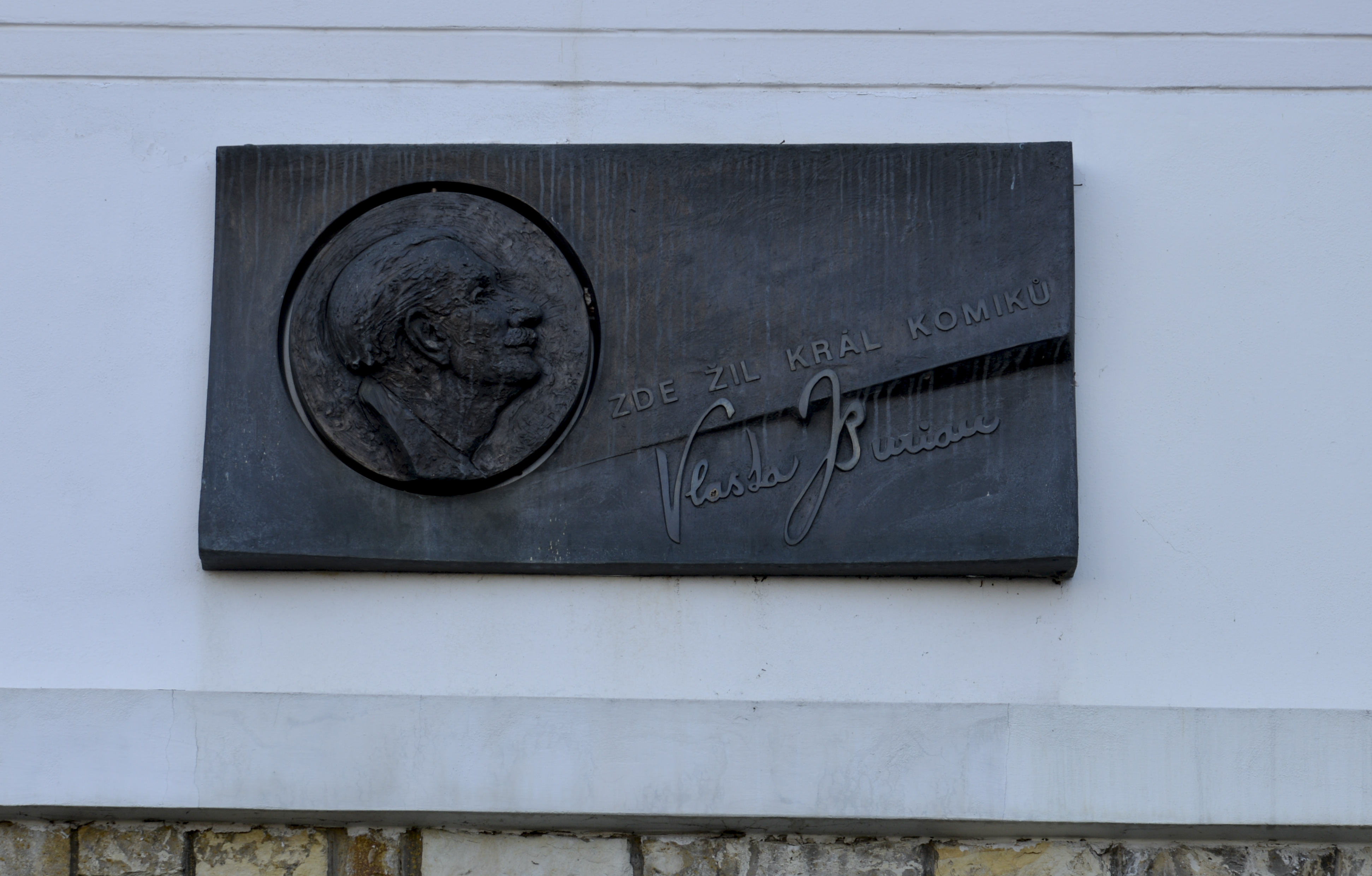

Jednopatrová budova krytá jehlancovou střechou má dvoutraktovou dispozici. Puristická stavba nasedá na přízemí obložené kamenem. Západně od domu se na stoupajícím terénu nachází plavecký bazén a tenisový kurt, na pozemku je také střelnice. Na hlavní východní fasádě do ulice je umístěna pamětní deska Vlasty Buriana od sochaře Josefa Nálepy, odhalená 8. listopadu 1998, s reliéfním portrétem herce a nápisem „Zde žil král komiků Vlasta Burian“

## Zajímavosti
V seriálu České televize Bohéma (2017, režie Robert Sedláček) představuje rodinnou vilu herce a jeho manželky Vila Stiassni, postavená v Brně (1929, arch. Ernst Wiesner).